# Trapezioplax
Trapezioplax is een geslacht van kreeftachtigen uit de klasse van de Malacostraca (hogere kreeftachtigen).

## Soort
- Trapezioplax tridentata (A. Milne-Edwards, 1880)